# Irlanda del Sur
Irlanda del Sur (en irlandés: Deisceart Éireann) fue una región autónoma de corta duración que formó parte del Reino Unido. Fue fundada el 3 de mayo de 1921 y fue disuelta el 6 de diciembre de 1922.

## Formación
Irlanda del Sur fue fundada bajo la Ley de Gobierno de Irlanda de 1920, junto con la región de Irlanda del Norte. Se había previsto que Irlanda del Sur contara con las siguientes instituciones:
- un Parlamento de Irlanda del Sur, compuesto por la Corona británica, el Senado y la Cámara de los Comunes.
- un Gobierno de Irlanda del Sur.
- la Corte Suprema de Judicatura de Irlanda del Sur.
- la Corte de Apelaciones en Irlanda del Sur.
- la Corte Superior de Justicia de Su Majestad en Irlanda del Sur.

Así, la ley de Gobierno de Irlanda de 1920 dividió la isla en dos, Irlanda del Norte (con una extensión de aproximadamente el 15% de isla, en el noreste) e Irlanda del Sur. Ambas regiones tendrían parlamentos bicamerales y ejecutivos separados. Ambos Estados estarían unidos por un Lord teniente, que era el representante del rey y fuente del poder ejecutivo de los dos estados, y el Consejo de Irlanda, del que los ingleses prometieron a los nacionalistas que sería el embrión de un parlamento panirlandés.

## Elecciones generales de 1921
En realidad, mientras Irlanda del Norte se convirtió en una entidad plenamente funcional, con un parlamento y un ejecutivo que existieron hasta que se prorrogaron en 1972, Irlanda del Sur existió de iure como una pequeña autonomía del Reino Unido, pero, de facto quien tenía el control de la parte sur de la isla era la República Irlandesa fundada en 1916. El Parlamento previsto fue boicoteado por los parlamentarios del Sinn Féin, que en 1918 habían instituido un parlamento paralelo al margen del Acta de 1920 (la Dáil Éireann o Asamblea de Irlanda). En 1921, en la votación para la constitución del Parlamento de Irlanda del Sur, el Sinn Féin consiguió 124 de los 128 escaños del parlamento. En junio de 1921, cuando oficialmente comenzaban las sesiones del parlamento, solo se presentaron los cuatro representantes unionistas y algunos senadores designados por Inglaterra. Por lo tanto, el Parlamento de Irlanda del Sur nunca se constituyó formalmente.
A diferencia de Irlanda del Norte, Irlanda del Sur nunca tuvo una existencia autónoma y su soberanía nunca pasó del papel escrito. Acabó siendo eclipsado por la República Irlandesa entre 1919-1922, ya que tenía un apoyo social mayoritario y, más tarde, se confirmaría su desaparición con la creación del Estado Libre Irlandés

## Tratado anglo-irlandés

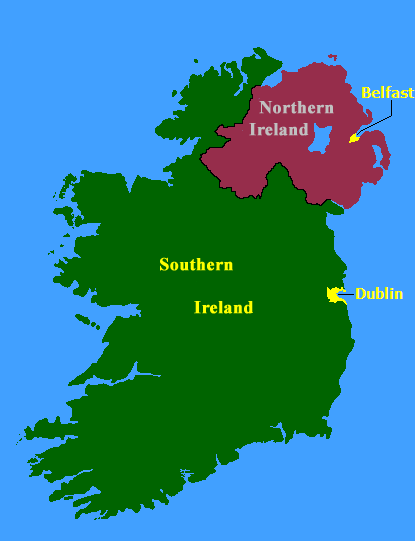
Irlanda del Norte e Irlanda del Sur.

El Tratado anglo-irlandés fue aprobado por la parte irlandesa el 14 de enero de 1922 por una «reunión convocada por el propósito [de aprobar el Tratado] de los miembros electos para ocupar la Cámara de Comunes de Irlanda del Sur». El tratado no decía que este debía ser aprobado por la Cámara de Comunes de Irlanda del Sur en lugar de la Cámara de Comunes como tal. La diferencia era sutil, pero fue totalmente captada por quienes redactaron el tratado. Por ello, la reunión fue convocada por Arthur Griffith en su calidad como «presidente de la Delegación Irlandesa de Plenipotenciarios» (que había firmado el tratado). En particular, no fue convocada por el Vizconde FitzAlan, el Lord teniente de Irlanda, que bajo la ley de Gobierno de Irlanda de 1920, era el titular del cargo con la potestad de convocar una reunión de la Cámara de Comunes de Irlanda del Sur.
El Gobierno provisional del sur de Irlanda planeado bajo el Tratado fue conformado el 14 de enero de 1922 en la mencionada reunión de miembros del Parlamento elegidos por distritos electores en Irlanda del Sur. Dos días después entró en funciones, cuando Michael Collins se convirtió en Jefe del Gobierno provisional. Collins tomó posesión del cargo en una ceremonia a la que asistió Lord FitzAlan. El nuevo Gobierno no fue una institución de Irlanda del Sur como se había previsto bajo la ley de Gobierno de Irlanda de 1920. En su lugar, fue un Gobierno establecido bajo el Tratado anglo-irlandés y la legislación que lo implementó.
Irlanda del Sur nunca fue un "Estado". Sus raíces constitucionales siguieron siendo el Acta de Unión (1800): aprobada por el Parlamento de Gran Bretaña y por el Parlamento de Irlanda.
El 27 de mayo de 1922 (algunos meses antes de la fundación del Estado Libre Irlandés), Lord FitzAlan, como Lord teniente de Irlanda, de acuerdo con la ley del Estado Libre Irlandés de 1922, disolvió formalmente el Parlamento de Irlanda del Sur y por proclamación llamó a «un Parlamento a ser conocido como el Parlamento provisional». Desde esa fecha, el Parlamento de Irlanda del Sur dejó de existir. Con la fundación del Estado Libre Irlandés el 6 de diciembre de 1922 bajo los términos del Tratado, Irlanda del Sur dejó de existir.